# Overi
Overi es una ciudad censal situada en el distrito de Tirunelveli en el estado de Tamil Nadu (India). Su población es de 5694 habitantes (2011). Se encuentra a 55 km de Tirunelveli y a 77 km de Thoothukudi.

## Demografía
Según el censo de 2011 la población de Overi era de 5694 habitantes, de los cuales 2966 eran hombres y 2728 eran mujeres. Overi tiene una tasa media de alfabetización del 96,47%, superior a la media estatal del 80,09%: la alfabetización masculina es del 96,86%, y la alfabetización femenina del 96,05%.